# 12534 Janhoet
12534 Janhoet eller 1998 LB3 är en asteroid i huvudbältet som upptäcktes den 1 juni 1998 av den belgiske astronomen Eric W. Elst vid La Silla-observatoriet. Den är uppkallad efter Jan Hoet.
Asteroiden har en diameter på ungefär 5 kilometer.